# Noemí Mourgues
María Noemí Mourgues Bernard  (Linares, Chile  15 de enero de 1903 - Chillán, 10 de marzo de 1992) fue una artista plástica y docente chilena.
Noemí Mourgues Bernard destaca en la Región de Ñuble por su trabajo como escultora, al ser responsable de la realización del mural del edificio del diario La Discusión, ser fundadora de la agrupación de Grupo Tanagra y maestra de la escultora Marta Colvin.

## Biografía
Nació en la región del Maule, Linares Chile hija de inmigrantes Franceses Francisco Mourgues y Gabrielle Bernard.  Fue la tercera de los 8 hijos del matrimonio. Estudió su enseñanza primaria y secundaria en el Liceo de Niñas de Linares. Posteriormente emigró a Santiago para estudiar en la Universidad de Chile, lugar de donde se tituló como Profesora de Estado en Artes Plásticas en 1926. A partir de 1928 se desempeña como profesora de dibujo y caligrafía del Liceo de Niñas de Chillán, hasta su jubilación en 1956. Sin embargo, tras su jubilación, continuó ejerciendo como docente en el Instituto Santa María de Chillán.
Durante su trabajo como profesora, Noemí Mourgues transitaba por un camino rural, con lluvia, cuando se acercó un automóvil que era conducido por Marta Colvin, quien se ofreció a llevarla a su destino. Como muestra de agradecimiento, Noemí Mourgues le entrega una pieza de greda. Aquel encuentro fortuito fue base para la inquietud de Colvin para dedicarse a su labor de esculpir.
En 1945, Noemí Mourgues Bernard realiza un mural del edificio del Diario La Discusión, llamado "Historia de la Imprenta", el cual destaca el rostro de Johannes Gutenberg tallado al muro. En 1963 recibe el Premio Municipal de Arte de Chillán. Falleció el 10 de marzo de 1992 en la ciudad de Chillán, sus restos fueron velados en la Iglesia de San Francisco, para luego ser trasladados al Cementerio Municipal de Chillán.